# Операція «Все чисто»
Операція Все чисто — військова операція розпочата урядовими військами Бутану 15 грудня 2003 проти збройних загонів ассамських террористів що базувалися в горах Бутану. Закінчилася виселенням заколотників з території Бутану назад в Індію.
Ассамські сепаратисти представляли організації Об'єднаний фронт звільнення Ассама (ОФЗА), Національно-демократичний фронт Бодоланда (НДФБ) та КЛО.
Ассамські заколотники стали проникати на території Бутану ще з 1991 користуючись важкопрохідністю джунглів і відсутністю хороших стежок. За неперевіреними коментарями аналітиків вони були допущені урядом Бутану для чинення тиску на вороже налаштований контингент непальського населення, що займає південні території, з метою змусити їх покинути Бутан. Однак в 1992 кількість збройних заколотників на території Бутану різко збільшилася і до них висувалися численні звинувачення у вбивствах, грабежі і захопленні заручників.
Уряд Бутану неодноразово намагався вирішити проблему мирними засобами пропонуючи переговори і навіть грошові винагороди, але безуспішно. При цьому Індія збільшувала тиск на Бутан погрожуючи жорсткими економічними санкціями або військовими операціями.
Початок операції було призначено через тиждень після заснування в Ассамі нового автономного округу Бодоланд в результаті угоди індійського і ассамського уряду з Тиграми Визволення Бодоланда. Бодоланд був утворений на території що безпосередньо прилягає до бутанського кордону і непримиренні організації ассамського опору засновані в Бутані втратили підтримку в Ассамі.

## Підготовка до операції
Четвертий король Бутану Джигме Сінг Вангчук оцінив ситуацію як серйозну загрозу незалежності країни і тимчасово відійшов від управління з метою пошуку вирішення проблеми. Одягнувшись в форму звичайного солдата він провів детальне дослідження територій в яких розташувалися заколотники та будучи невпізнаним обійшов стежки, позначив проходи і склав план військової операції яка трималася в суворій таємниці.
В цілому підготовка до операції зайняла шість років.
Ассамські заколотники вели вже двадцятирічний військовий конфлікт і представляли собою значну силу в порівнянні з бутанському урядовою армією котрій бракувало досвіду, пряме зіткнення могло закінчитися важкою поразкою. Головний акцент був зроблений на раптовість.
Під приводом будівництва храмів і господарських будівель на прилеглу територію поступово доставлялося зброю.

## Операція
Була проведена 15 грудня 2003 року, закінчилася о 24 годині всі бунтівники були видворені з території Бутану. Успіх операції дозволив вирішити політичний конфлікт з Індією, відвести від Бутану можливі санкції і військове вторгнення індійської армії і зміцнити незалежність країни.
Король особисто брав участь в бою і відмовлявся від захисту охоронців, настільки велика була впевненість у швидкій перемозі. З Оксфорда прилетів принц Джігел Уген Вангчук щоб брати участь в ополченні.
До 27 грудня 2003 року було зайнято всі 30 військових таборів противника.
Було конфісковано понад 500 автоматів АК 47/56 і 328 одиниць іншої зброї, включаючи пристрої для запуску ракет. У штаб-квартирі ULFA виявилася також протиповітряна установка. 3 січня 2004 року всі 30 військових таборів (ULFA-14, NDFB-11, KLO-5) і 35 спостережних пунктів були ліквідовані а збройні угруповання розформовані. Було вбито 485 бойовиків ОФЗА, НДФБ і КЛО та визволено захоплених в полон цивільних осіб висланих в розпорядження влади Ассаму. Королівська бутанська армія втратила 11 солдатів убитими і 35 пораненими.

## Пам'ять
На перевалі Дочу-ла розташованому на висоті 3116 м. на шосе від Тхімпху до Вангді-Пходранга встановлено 108 чортенів в ознаменування видворення з країни бойовиків Ассамського опору.

## Див. Також
- Список війн за участю Бутану